# Mesochorus mellis
Mesochorus mellis är en stekelart som beskrevs av Schwenke 1999. Mesochorus mellis ingår i släktet Mesochorus och familjen brokparasitsteklar. Inga underarter finns listade i Catalogue of Life.